# Erato (vokalensemble)
Erato är en vokalduo bestående av Petra Brohäll och Charlotte Almgren. Gruppen bildades i Uppsala av Brohäll, Ebba Andersson och Amanda Wikström som alla var medlemmar i Stockholms nations studentkör med samma namn, som sedan vokaltrions popularitet fortsatt är aktiv under namnet Erato SNDK (Stockholms Nations Damkör). Wikström lämnade gruppen 2015, för att arbeta som läkare och Andersson lämnade 2018 och ersattes av Almgren. Brohäll, Wikström och Andersson uppmärksammades efter att ha lagt upp en a cappella-version av Robyns Call Your Girlfriend på Youtube.
Den 19 oktober 2011 lades ett filmklipp upp på Facebook och Youtube, där tre av gruppens medlemmar sjöng Robyns låt Call your Girlfriend endast med percussionackompanjemang utfört med hjälp av tomma kesoburkar. Filmen spreds snabbt, hade efter tre dygn haft över 90 000 tittare och blev inom kort omnämnd både i Robyns twitterflöde, The Guardian, Perez Hiltons blogg, TV4, SVT och i många andra medier. Efter två månader hade ursprungsvideon setts mer än 1,3 miljoner gånger. Videon har även givit upphov till mängder av tribute- och parodiversioner på Youtube. Den 19 december samma år tillkännagavs att Erato var nominerade till en Grammis i kategorin Årets innovatör.
Under 2012 medverkade Erato på Passion Pits album Gossamer som släpptes i juli samma år. 2014 deltog de som gäster i TV-programmet Moraeus med mera. Samma år släppte gruppen sitt debutalbum Pictures of Pets. Två av deras låtar förekom även samma år i filmen Colin Nutleys film Medicinen. Gruppen medverkade även 2017 i vinjetten för ljudboken Annabelle av Lina Bengtsdotter.